# A-1 HKL 2005./06.
A-1 hrvatska košarkaška liga za sezonu 2005./06. je bila najviši razred hrvatskih košarkaških natjecanja u toj sezoni. Prvakom je ponovno postala zagrebačka Cibona VIP.

## Sudionici
- Dubrovnik
- Triglav osiguranje, Rijeka
- Alkar, Sinj
- Svjetlost, Slavonski Brod
- Split Croatia osiguranje
- Šibenik
- Zagorje Tehnobeton, Varaždin
- Borik Puntamika, Zadar
- Zadar *
- Cedevita, Zagreb
- Cibona VIP, Zagreb *
- Hermes Analitica, Zagreb
- Maksimir, Zagreb
- Zagreb *

* igrali Goodyear ligu, prvenstvu se pridružili u Ligi za prvaka

## Ljestvice i rezultati

### A-1 liga
| mj  | klub                     | ut | pob | por | koševi    | bod | 2. dio sezone   |
| --- | ------------------------ | -- | --- | --- | --------- | --- | --------------- |
| 1.  | Dubrovnik                | 20 | 14  | 6   | 1741:1665 | 34  | Liga za prvaka  |
| 2.  | Cedevita                 | 20 | 14  | 6   | 1742:1563 | 34  | Liga za prvaka  |
| 3.  | Svjetlost                | 20 | 13  | 7   | 1740:1574 | 33  | Liga za prvaka  |
| 4.  | Borik Puntamika          | 20 | 13  | 7   | 1649:1542 | 33  | Liga za prvaka  |
| 5.  | Split Croatia osiguranje | 20 | 12  | 8   | 1714:1586 | 32  | Liga za prvaka  |
| 6.  | Šibenik                  | 20 | 12  | 8   | 1624:1650 | 32  | Liga za ostanak |
| 7.  | Alkar                    | 20 | 11  | 9   | 1531:1560 | 31  | Liga za ostanak |
| 8.  | Triglav osiguranje       | 20 | 8   | 12  | 1665:1674 | 28  | Liga za ostanak |
| 9.  | Zagorje Tehnobeton       | 20 | 5   | 15  | 1557:1670 | 25  | Liga za ostanak |
| 10. | Maksimir                 | 20 | 4   | 16  | 1592:1812 | 24  | Liga za ostanak |
| 11. | Hermes Analitica         | 20 | 4   | 16  | 1668:1927 | 24  | Liga za ostanak |

### Liga za prvaka
| mj | klub                     | ut | pob | por | koševi    | bod |                |
| -- | ------------------------ | -- | --- | --- | --------- | --- | -------------- |
| 1. | Cibona VIP               | 14 | 14  | 0   | 1216:1067 | 28  | Liga za prvaka |
| 2. | Zadar                    | 14 | 9   | 5   | 1278:1123 | 23  | Liga za prvaka |
| 3. | Split Croatia osiguranje | 14 | 9   | 5   | 1185:1117 | 23  | Liga za prvaka |
| 4. | Zagreb                   | 14 | 8   | 6   | 1160:1163 | 22  | Liga za prvaka |
| 5. | Dubrovnik                | 14 | 5   | 9   | 1136:1252 | 19  |                |
| 6. | Borik Puntamika          | 14 | 4   | 10  | 1056:1168 | 18  |                |
| 7. | Cedevita                 | 14 | 4   | 10  | 1179:1211 | 18  |                |
| 8. | Svjetlost                | 14 | 3   | 11  | 1060:1169 | 17  |                |

### Liga za ostanak
| Mj.      | Klub               | Poredak za Ligu za ostanak (uključivo i rezultate iz A-1 lige Ožujsko) | Poredak za Ligu za ostanak (uključivo i rezultate iz A-1 lige Ožujsko) | Poredak za Ligu za ostanak (uključivo i rezultate iz A-1 lige Ožujsko) | Poredak za Ligu za ostanak (uključivo i rezultate iz A-1 lige Ožujsko) | Poredak za Ligu za ostanak (uključivo i rezultate iz A-1 lige Ožujsko) |     | Omjer u Ligi za ostanak | Omjer u Ligi za ostanak | Omjer u Ligi za ostanak | Omjer u Ligi za ostanak |  |
| Mj.      | Klub               | Ut.                                                                    | Pob.                                                                   | Por.                                                                   | Koševi                                                                 | Bod                                                                    | Ut. | Pob.                    | Por.                    | Koševi                  |                         |  |
| -------- | ------------------ | ---------------------------------------------------------------------- | ---------------------------------------------------------------------- | ---------------------------------------------------------------------- | ---------------------------------------------------------------------- | ---------------------------------------------------------------------- | --- | ----------------------- | ----------------------- | ----------------------- | ----------------------- |  |
| 1. (9.)  | Alkar              | 20                                                                     | 12                                                                     | 8                                                                      | 1601:1568                                                              | 32                                                                     | 10  | 5                       | 5                       | 805:815                 |                         |  |
| 2. (10.) | Šibenik            | 20                                                                     | 11                                                                     | 9                                                                      | 1619:1643                                                              | 31                                                                     | 10  | 3                       | 7                       | 768:828                 |                         |  |
| 3. (11.) | Zagorje Tehnobeton | 20                                                                     | 10                                                                     | 10                                                                     | 1615:1600                                                              | 30                                                                     | 10  | 5                       | 5                       | 815:805                 |                         |  |
| 4. (12.) | Triglav osiguranje | 20                                                                     | 9                                                                      | 11                                                                     | 1738:1708                                                              | 29                                                                     | 10  | 6                       | 4                       | 915:863                 |                         |  |
| 5. (13.) | Hermes Analitica   | 20                                                                     | 9                                                                      | 11                                                                     | 1709:1738                                                              | 29                                                                     | 10  | 6                       | 4                       | 854:826                 | dodatne kvalifikacije   |  |
| 6. (14.) | Maksimir           | 20                                                                     | 9                                                                      | 11                                                                     | 1657:1682                                                              | 29                                                                     | 10  | 5                       | 5                       | 834:854                 | ispada iz lige          |  |

### Doigravanje
|                                                | 1.klub     | omjer | 2.klub                   | rezultati             |
| ---------------------------------------------- | ---------- | ----- | ------------------------ | --------------------- |
| poluzavršnica                                  | Cibona VIP | 2-0   | Zagreb                   | 101:76, 88:87         |
| poluzavršnica                                  | Zadar      | 2-1   | Split Croatia osiguranje | 110:75, 90:93, 100:74 |
|                                                |            |       |                          |                       |
| završnica                                      | Cibona VIP | 2-1   | Zadar                    | 103:98, 87:99, 92:67  |
|                                                |            |       |                          |                       |
| podebljan rezultat - domaća utakmica za 1.klub |            |       |                          |                       |

## Klubovi u međunarodnim natjecanjima
- Euroliga
  - Cibona VIP, Zagreb
- FIBA EuroCup
  - Zadar, Zadar
- FIBA EuroCup Challenge
  - Dubrovnik, Dubrovnik
- Goodyear liga
  - Zadar, Zadar
  - Cibona VIP, Zagreb
  - Zagreb, Zagreb

## Poveznice i izvori
- A-2 liga 2005./06.
- B-1 liga 2005./06.
- Kup Krešimira Ćosića 2005./06.
- Goodyear liga 2005./06.

- Sretan Ugrin, Filip Modrić: Sinjska košarkaška bajka, Sinj, 2006.
- kosarka.org, statistički centar  Arhivirana inačica izvorne stranice od 6. kolovoza 2013. (Wayback Machine)
- eurobasket.com Hrvatsko prvenstvo 2005./06.